# Yet Another Movie
«Yet Another Movie» (с англ. — «И ещё одно кино») — песня группы Pink Floyd с альбома 1987 года A Momentary Lapse of Reason, записанная шестым по счёту треком.
Музыка «Yet Another Movie» создана в соавторстве Дэвидом Гилмором и Пэтом Леонардом. Слова написаны Гилмором. Он же исполняет в песне вокальную партию.

## О композиции
В работе над песней «Yet Another Movie» участвовали сразу три ударника — Ник Мейсон, Джим Келтнер и Стив Форман. Запись ударных, по словам музыкантов, проводилась в студии очень большого размера. Один из авторов «Yet Another Movie» Пэт Леонард сыграл в песне собственную тему на синтезаторе. На втором плане звучат диалоги, взятые из кинофильмов «В порту» и «Касабланка».
«Yet Another Movie» исполнялась на концертах мирового турне 1987—1989 годов A Momentary Lapse of Reason. На первых концертах тура «Yet Another Movie» исполнялась девятой по счёту в первом отделении представления после песни «The Dogs of War», с седьмого концерта тура «Yet Another Movie» и следующая за ней инструментальная композиция «Round and Around» были перемещены на четвёртое и пятое места соответственно сразу после песни «Learning to Fly». Концертный вариант композиции вошёл в сборник Delicate Sound of Thunder. В видеоверсию концерта Delicate Sound of Thunder композицию не включили. Альбомная и концертная версии композиции практически не имеют никаких отличий, если не считать сильного эхо в вокальной партии Гилмора в концертном варианте. Во время исполнений «Yet Another Movie» на сцене Гэри Уоллис играл во вступлении светящимися барабанными палочками при потушенном освещении в концертном зале. По утверждению Энди Маббетта, из-за того, что «Yet Another Movie» не включили в видеоверсию Delicate Sound of Thunder, режиссёр фильма Уэйн Ишам вставил фрагмент соло на ударных со светящимися неоновыми палочками в композицию «Time» (его первоначальное положение выдаётся ничего не объясняющими аплодисментами на первой минуте).
Инструментальные фрагменты «Yet Another Movie» прозвучали в документальном фильме La Carrera Panamericana и в звуковой дорожке к нему, выпущенным в 1992 году.
В CD-версии альбома «Yet Another Movie» вместе с инструментальной композицией «Round and Around» проиндексированы как один трек. Как разные композиции они представлены на концертном сборнике Delicate Sound Of Thunder и в версии альбома после ремастеринга, выпущенной в составе бокс-сета Discovery 2011 года.
Ник Мейсон считал песню «Yet Another Movie» одной из самых лучших на альбоме A Momentary Lapse of Reason.

## Участники записи
В создании и записи композиции принимали участие:
- Дэвид Гилмор — гитара, секвенсор, программирование, вокал;
- Ник Мейсон — ударные;
- Пэт Леонард — синтезаторы;
- Тони Левин — бас-гитара;
- Джим Келтнер — ударные;
- Стив Форман — ударные.

концертный вариант на Delicate Sound of Thunder
Pink Floyd:
- Дэвид Гилмор — гитара, вокал;
- Ник Мейсон — ударные;
- Ричард Райт — клавишные, бэк-вокал;

а также:
- Тим Ренвик — гитара;
- Джон Карин — клавишные, бэк-вокал;
- Гай Пратт — бас-гитара;
- Гэри Уоллис — ударные;
- Маргарет Тейлор — бэк-вокал;
- Рейчел Фьюри — бэк-вокал;
- Дурга МакБрум — бэк-вокал.